# Crociata del 1129
La crociata del 1129, anche nota come  crociata di Damasco, fu una spedizione compiuta principalmente da Baldovino II di Gerusalemme e Folco V d'Angiò, appoggiati da altri Stati crociati e da combattenti cristiani giunti dall'Europa, nel tentativo di assaltare la capitale dell'emirato buride di Damasco. Malgrado un'accurata pianificazione, la campagna non raggiunse il suo scopo per via di condizioni meteorologiche avverse. Sul piano diplomatico, invece, Baldovino II riuscì a rafforzare la propria posizione al potere assicurando la successione dei suoi figli, favorendo al contempo agli occhi del papato l'ascesa dei Cavalieri templari.

## Contesto storico
Il re di Gerusalemme Baldovino II si era preoccupato nel 1128 di rimpiazzare il defunto arcivescovo e cugino Stefano di Chartres, con il quale aveva avuto un rapporto difficile nonostante il legame di parentela, favorendo l'ascesa di Guglielmo di Malines, un suo fedelissimo. L'altro importante compito che lo interessò riguardò la questione della successione al trono, poiché da sua moglie Morfia di Melitene non aveva avuto alcun figlio maschio ma quattro figlie femmine: Melisenda, Alice, Hodierna e Ivetta. Escludendo Alice, la quale era ormai già diventata principessa di Antiochia, e le ancora bambine Hodierna e Ivetta, appariva chiaro che Melisenda doveva assumere la successione, al fianco di un marito adatto. Nel 1128, dopo aver consultato i suoi consiglieri più fidati, inviò in Francia alcuni emissari per chiedere al re Luigi VI di individuare, fra la nobiltà transalpina un uomo adatto a rivestire questa elevata carica. Luigi raccomandò
il conte di Angiò, Folco V, che aveva circa quarant'anni ed era figlio di Folco IV, detto il Rissoso, e di Bertrada di Montfort, nota per il suo adulterio compiuto con re Filippo I di Francia. La famiglia di Folco era riuscita a impossessarsi nei decenni precedenti di ampi feudi ed egli stesso, per mezzo di guerre, matrimoni e intrighi, aveva contribuito notevolmente alla sua estensione. Essendo ormai vedovo, Folco aveva deciso di lasciare le terre a suo figlio Goffredo V, con l'intenzione di dedicarsi al servizio della croce. Inoltre, era già stato in pellegrinaggio a Gerusalemme nel 1120, occasione durante la quale ebbe modo di conoscere personalmente Baldovino. Un candidato così autorevole, appoggiato dal re di Francia e approvato da papa Onorio II, fu subito accettato da re Baldovino, poiché egli era certo che Folco avrebbe attirato anche le simpatie dell'aristocrazia del suo regno.
Il nobile cisalpino, alla fine, lasciò la Francia al principio della primavera del 1129. Sbarcato ad Acri a maggio, proseguì alla volta di Gerusalemme, dove, alla fine del mese, Folco e Melisenda si sposarono. Le nozze suscitarono l'approvazione di ogni fascia della popolazione, tranne, forse la giovane principessa Melisenda, che non provava nessun sentimento per un uomo di mezza età sposato soltanto a scopi politici.

## Preparativi
Con l'aiuto di Folco, nel 1129 Baldovino si lanciò nel più ambizioso progetto del suo regno, la conquista di Damasco. Toghtekin, l'atabeg (governatore) della città, era morto il 12 febbraio 1128, dopo averla amministrata con saggezza per molti anni e dopo essersi guadagnato la fama di «più rispettata personalità musulmana nella Siria occidentale». Qualche tempo prima un capo della setta degli assassini, Bahram di Asterabad, era fuggito dalla Persia ad Aleppo e aveva cominciato clandestinamente a radunare dei sostenitori del movimento ismailita nella Siria settentrionale. Egli godeva in quel frangente dell'appoggio di Ilghazi, atabeg di Aleppo e parente di Toghtekin, di cui ne aveva sposato una figlia. Il popolo di Aleppo, però, odiava quella setta e Bahram fu costretto a trasferirsi; in quella circostanza, la sua incolumità fu salvaguardata da Ilghazi, che lo fece condurre fino a Damasco, dove Toghtekin lo accolse con affetto. Dopo essersi spostato, Bahram iniziò di nuovo a radunare a poco a poco intorno a sé numerosi simpatizzanti e si guadagnò persino il favore del visir di Toghtekin, al-Mazdaghani, accrescendo il potere della setta. Questo avvicinamento suscitò la disapprovazione della popolazione sunnita di Damasco, circostanza la quale costrinse Bahram a chiedere la protezione di al-Mazdaghani. Su invocazione del visir, nel novembre del 1126, Toghtekin, sperando di sfruttare per i suoi fini le forze della setta, le consegnò il controllo della fortezza di frontiera di Banyas, esposta alle minacce dei franchi. Bahram restaurò le fortificazioni del castello e radunò intorno a sé tutti i propri seguaci, ma ben presto essi cominciarono a terrorizzare le popolazioni vicine e Toghtekin, sebbene ufficialmente li proteggesse ancora, prese in considerazione l'ipotesi di eliminarli; tuttavia, morì prima di poter pianificare una qualsiasi contromossa. Pochi mesi più tardi, Bahram fu ucciso vicino a Baalbek nel corso di una scaramuccia con una tribù araba, di cui aveva assassinato lo sceicco.
Al suo posto gli subentrò un altro persiano di nome Isma'il al-Ajami. Il successore di Toghtekin come atabeg di Damasco fu suo figlio Taj al-Muluk Buri, che decise di sbarazzarsi degli assassini. Come primo passo, nel settembre del 1129, fece uccidere il loro protettore, il visir al-Mazdaghani, mentre sedeva a consiglio nel cosiddetto Padiglione Rosa a Damasco. In quell'esatto frangente, su verosimile fomentazione dei franchi, scoppiarono nella città diversi tumulti.

## La crociata

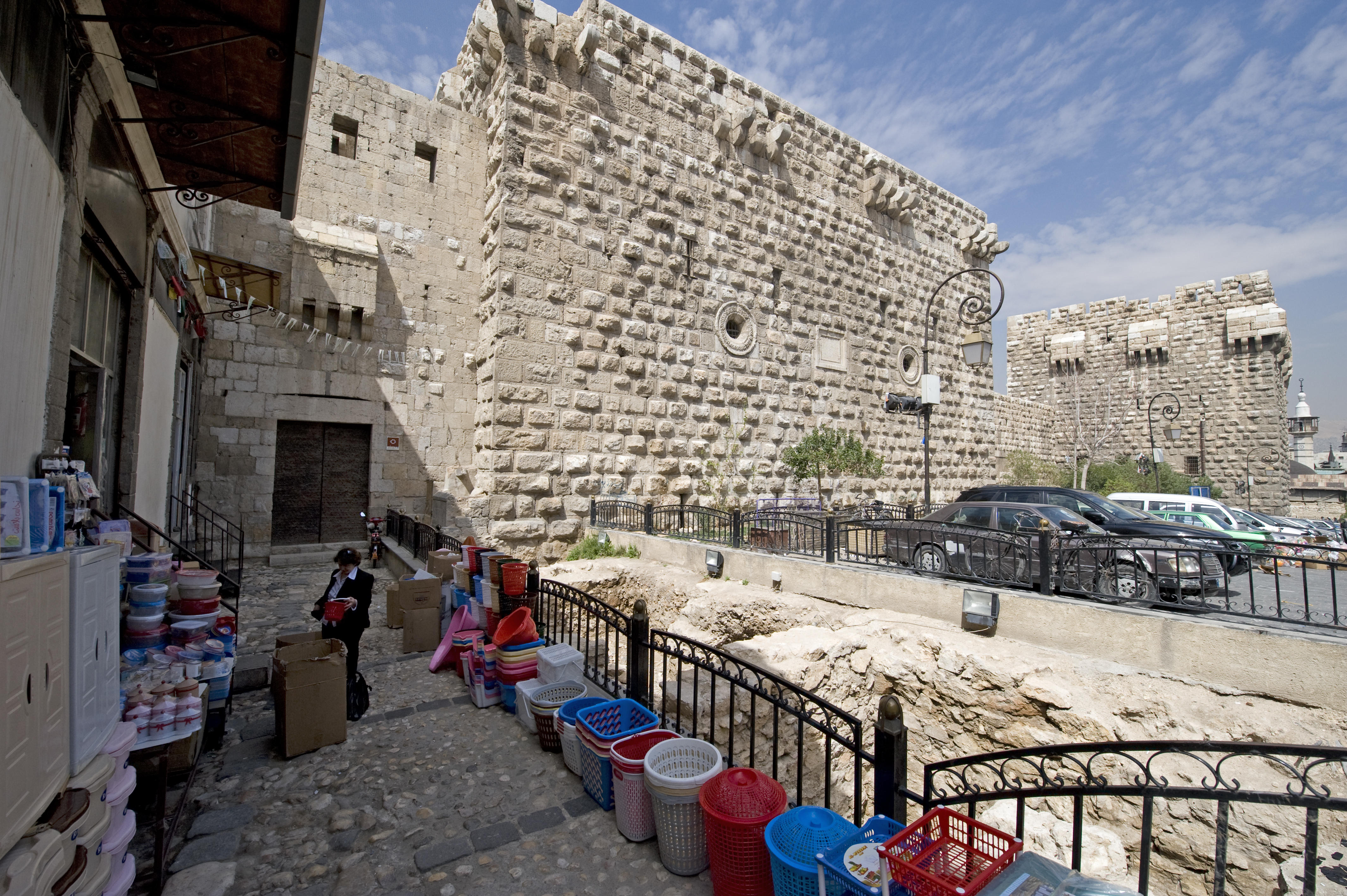
Scorcio della città vecchia di Damasco, patrimonio UNESCO

Il turbolento contesto storico vissuto da Damasco fornì a re Baldovino l'occasione che stava aspettando per attaccare la città. Informato della morte di Toghtekin, il sovrano inviò in Europa Ugo di Payens, gran maestro dei templari, per reclutare dei soldati che potessero contribuire alla lotta contro Damasco. Ugo riscosse fortuna nel suo incarico, poiché pare che vari uomini decisero di partire e il suo ordine religioso mise a disposizione per sostenere economicamente la causa. Una volta giunti degli emissari di Isma'il, Baldovino mandò poi delle truppe franche per prendere in consegna Banyas dagli assassini e per sistemare Isma'il e la sua setta in territorio franco. Questi, però, ammalatosi di dissenteria morì pochi mesi dopo, con il risultato che i suoi seguaci si dispersero.
Baldovino in persona giunse a Banyas nei primi di novembre con l'intero esercito di Gerusalemme, al cui fianco si erano uniti dei soldati appena giunti dall'Occidente. Il re proseguì senza incontrare seria resistenza e si accampò al Ponte di Legno, una località situata a circa dieci chilometri a sud-ovest di Damasco. L'atabeg Taj al-Muluk Buri condusse il suo esercito di fronte a loro, lasciando la città alle sue spalle, ma per alcuni giorni nessuno dei due schieramenti si mosse. Nel frattempo Baldovino inviò alcuni distaccamenti, composti in gran parte da nuovi venuti e al comando del suo conestabile Guglielmo di Bures, a raccogliere viveri e materiali prima di inaugurare l'assedio. Guglielmo si dimostrò però incapace di tenere a freno i suoi uomini, che si dedicarono soprattutto alla ricerca di bottini per sé. Buri venne informato di questi fatti e una mattina all'alba, alla fine di novembre, la sua cavalleria turcomanna si gettò su Guglielmo a poco più di una trentina di chilometri a sud dell'accampamento cristiano. Nonostante la strenua resistenza, i franchi furono sopraffatti in maniera netta, tanto che soltanto Guglielmo e quarantacinque dei suoi compagni scamparono per riferire la notizia al re.
Baldovino decise di marciare immediatamente contro il nemico, intento ancora a festeggiare la vittoria, e impartì l'ordine di avanzata. Mentre marciava, cominciò a cadere una pioggia torrenziale e la pianura si trasformò in un mare di fango, con veri e propri torrenti che attraversavano le strade. Ciò rese impossibile pianificare qualsiasi attacco, con il risultato che un profondamente deluso Baldovino fu costretto a desistere dai suoi propositi. L'esercito franco si ritirò quindi lentamente e mestamente in perfetto ordine a Banyas, giungendo poi in Palestina, dove si disperse.

## Conseguenze

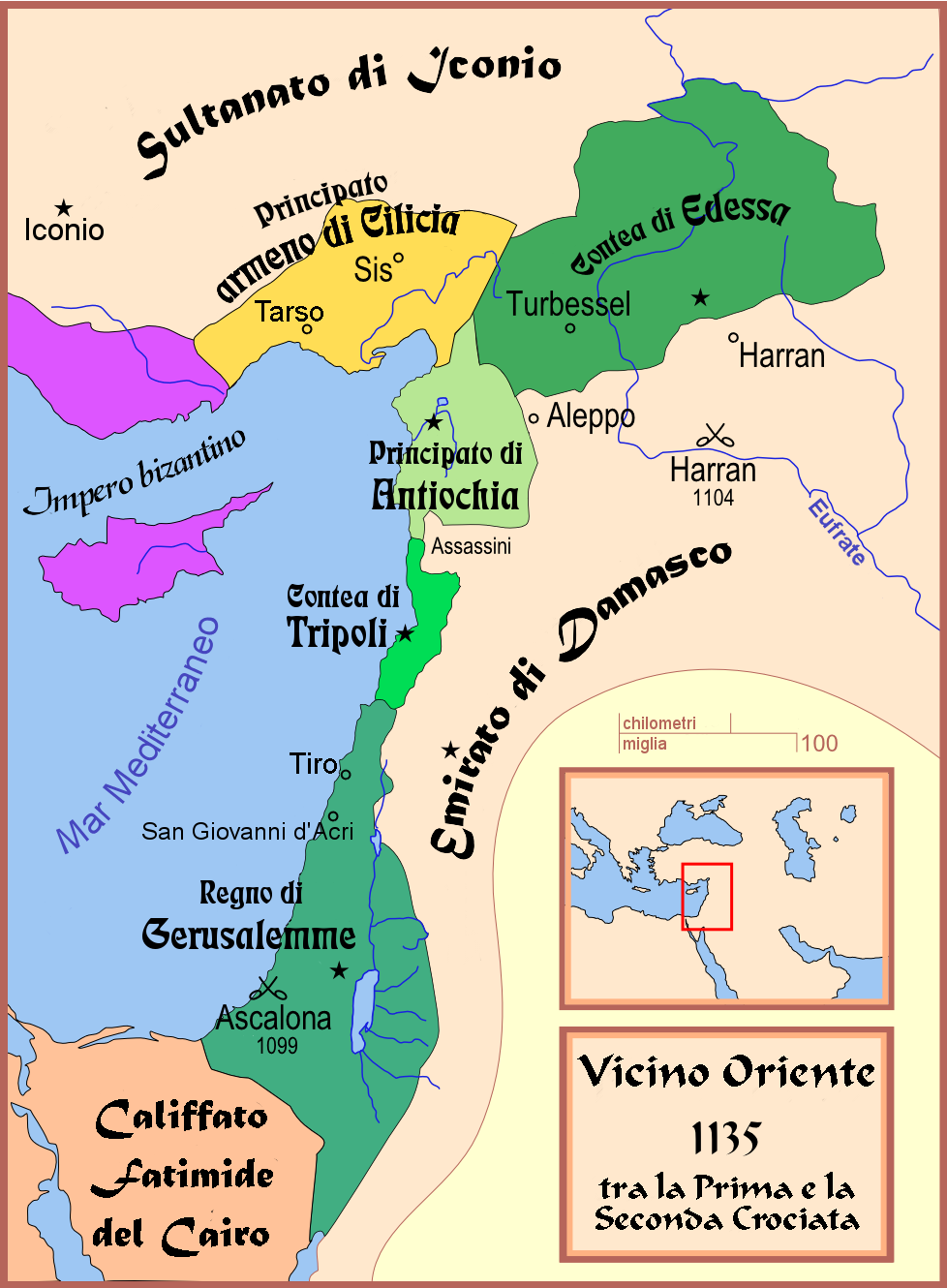
Gli Stati crociati nel 1135, qualche anno dopo la crociata contro Damasco

Fallita la spedizione, Baldovino confidava che almeno la maestosa città musulmana di Aleppo fosse stata conquistata dai principi Boemondo II d'Antiochia e Joscelin I di Edessa. Entrambi avevano provato, in frangenti diversi nell'autunno del 1127, ad attaccare l'obiettivo, ma ognuna delle incursioni terminò con esito infausto e ognuno dei due comandanti si rifiutò di collaborare l'uno con l'altro. Qualche tempo prima dell'attacco di Damasco, Joscelin aveva ottenuto per mezzo di un trattato stipulato con l'ormai defunto Aq Sunqur al-Bursuqi, atabeg di Mosul e di Aleppo, alcuni territori anticamente facenti parte del principato di Antiochia. Aggravando la situazione, alla seconda moglie di Joscelin, Maria, sorella di Ruggero d'Antiochia, era stata promessa in dote la città di Azaz, situata nella regione contesa. Poiché Boemondo giudicava Ruggero alla stregua di un semplice reggente, e come tale privo del diritto di intervenire sulla politica estera antiochena, egli denunciò pubblicamente l'accordo. Ciò spinse Joscelin a condurre le proprie truppe, coadiuvate da mercenari turchi, a predare i villaggi situati nei confini del principato rivale e vicini alle sue frontiere, non fermandosi nemmeno quando seppe che era stato proclamato un interdetto dal patriarca contro l'intera contea di Edessa. La notizia del litigio giunse a re Baldovino, che se ne adirò moltissimo e, al principio del 1128, mosse in fretta verso il nord, costringendo i due principi a fare la pace. Quando però Joscelin, il quale si dimostrava il meno incline a giungere a compromessi, s'ammalò all'improvviso, egli considerò le proprie sfortune frutto di un castigo divino. Di conseguenza, acconsentì a restituire a Boemondo il bottino di cui si era impadronito e pare rinunciò ai suoi diritti su Azaz.
Il re di Gerusalemme sperava ancora di poter proseguire l'espansione dei cristiani in Siria, ma ormai le circostanze storiche erano mutate: l'occasione che si era persa non si presentò mai più, in quanto «l'Islam aveva già trovato un nuovo e poderoso campione», Zengi, che avrebbe cominciato a sovvertire l'andamento del conflitto. Le sue manovre politiche, grazie a cui era entrato in controllo di Mosul e di altre regioni circostanti sin dal 1127, passarono in secondo piano per i cristiani mentre erano impegnati nella pianificazione della crociata del 1129 e di altri progetti, ma esse avrebbero consentito al condottiero musulmano di completare il suo percorso di ascesa come signore della Siria orientale. Come affermato da Dan Jones, «dopo il 1129 ci fu scarsa voglia di compiere un’altra grande spedizione da ovest a est perché la sensazione diffusa era che non ci fosse nessuna causa che ne richiedesse una».